# 二塁打
二塁打（にるいだ）とは、野球やソフトボールで打者が打った安打のうち、打者走者が一度に二塁まで進んだ場合を指す。

## 概要
ツーベース（ヒット）とも呼ばれる。なお、アメリカの「Official Baseball Rules」（日本でいう公認野球規則にあたる）での表記は"two-base hit"だが、一般的には"double"という呼称が定着している。日本ではスライディングせずに二塁へ到達する、余裕のある二塁打のことを「スタンディングダブル」と表現することがあるが、これは和製英語であり、本来の英語では"stand-up double"と言う。
打球がグラウンド（フェアゾーン）に一旦落ちてからフェンスを超えるなどして野手がこれ以上追うことができない場所に出た場合（ファウルゾーンに面した客席に入った場合や、フェンスの隙間に挟まった場合も含む）には、ボールデッド（一時中断）となって打者走者を含む全ての走者に2個の安全進塁権が与えられる。この場合、打者には二塁打が記録され、これを日本ではエンタイトルツーベース（英語圏では"ground rule double"）と呼んでいる。ただし、三塁走者がサヨナラの得点者となった場合には単打となるほか、サヨナラエンタイトル二塁打となる場面でも打者自身が二塁に到達しなければ単打となる。また、打者走者が三塁への進塁（三塁打）を試みて三塁ベース到達前に刺殺でアウトになった場合でも打者には二塁打が記録され、凡打扱いにはならない。
なお、打者が二塁まで進むことができても、その進塁に野手の失策や野手選択によるものが含まれていた（と記録員が判断した）場合は二塁打ではなく、単打と失策（野手選択）による進塁と記録される。
また、2塁打を打つと長打率が上がる。

## 日本プロ野球

### 個人通算記録
| 順位 | 選手名     | 二塁打 |
| ---- | ---------- | ------ |
| 1    | 立浪和義   | 487    |
| 2    | 坂本勇人   | 459    |
| 3    | 福本豊     | 449    |
| 4    | 山内一弘   | 448    |
| 5    | 金本知憲   | 440    |
| 6    | 稲葉篤紀   | 429    |
| 7    | 王貞治     | 422    |
| 8    | 張本勲     | 420    |
| 9    | 長嶋茂雄   | 418    |
| 10   | 松井稼頭央 | 411    |

| 順位 | 選手名   | 二塁打 |
| ---- | -------- | ------ |
| 11   | 榎本喜八 | 409    |
| 11   | 福留孝介 | 409    |
| 13   | 川上哲治 | 408    |
| 14   | 栗山巧   | 406    |
| 15   | 松原誠   | 405    |
| 16   | 野村克也 | 397    |
| 17   | 広瀬叔功 | 394    |
| 17   | 田中幸雄 | 394    |
| 19   | 谷繁元信 | 393    |
| 20   | 福浦和也 | 388    |

- 記録は2024年シーズン終了時点[3]

### シーズン記録

#### 個人
| 順位 | 選手名     | 所属球団                   | 二塁打 | 記録年 | 備考                 |
| ---- | ---------- | -------------------------- | ------ | ------ | -------------------- |
| 1    | 谷佳知     | オリックス・ブルーウェーブ | 52     | 2001年 | パ・リーグ記録       |
| 2    | 福浦和也   | 千葉ロッテマリーンズ       | 50     | 2003年 | 左打者記録           |
| 3    | P.クラーク | 近鉄バファローズ           | 48     | 1998年 |                      |
| 3    | C.マギー   | 読売ジャイアンツ           | 48     | 2017年 | セ・リーグ記録       |
| 5    | 山内一弘   | 毎日オリオンズ             | 47     | 1956年 |                      |
| 5    | 福留孝介   | 中日ドラゴンズ             | 47     | 2006年 | セ・リーグ左打者記録 |
| 7    | 松井稼頭央 | 西武ライオンズ             | 46     | 2002年 | 両打者記録           |
| 8    | 大沢清     | 大洋ホエールズ             | 45     | 1950年 |                      |
| 8    | 松原誠     | 大洋ホエールズ             | 45     | 1978年 |                      |
| 8    | 森野将彦   | 中日ドラゴンズ             | 45     | 2010年 |                      |

- 記録は2024年シーズン終了時点[5]

#### チーム
| 順位 | チーム                     | 二塁打 | 記録年 |
| ---- | -------------------------- | ------ | ------ |
| 1    | 北海道日本ハムファイターズ | 290    | 2009年 |
| 2    | 千葉ロッテマリーンズ       | 283    | 2003年 |
| 3    | 千葉ロッテマリーンズ       | 280    | 2008年 |
| 4    | 千葉ロッテマリーンズ       | 278    | 2004年 |
| 4    | 千葉ロッテマリーンズ       | 278    | 2005年 |
| 6    | 福岡ダイエーホークス       | 276    | 2003年 |
| 7    | 埼玉西武ライオンズ         | 270    | 2008年 |
| 8    | 千葉ロッテマリーンズ       | 260    | 2014年 |
| 9    | 大洋ホエールズ             | 258    | 1950年 |
| 9    | オリックス・バファローズ   | 258    | 2008年 |

### その他の記録

#### 個人
| 記録                | 記録      | 選手名       | 所属球団                   | 記録年月日                |
| ------------------- | --------- | ------------ | -------------------------- | ------------------------- |
| 連続シーズン二塁打  | 27年      | 谷繁元信     | 中日ドラゴンズ             | 1989年 - 2015年           |
| 連続試合二塁打      | 8試合     | 岡大海       | 千葉ロッテマリーンズ       | 2024年6月16日 - 6月30日   |
| 連続打席二塁打      | 5打席     | 牧秀悟       | 横浜DeNAベイスターズ       | 2021年10月23日 - 10月26日 |
| 月間最多二塁打      | 16本      | W.クロマティ | 読売ジャイアンツ           | 1985年5月                 |
| 1試合最多二塁打     | 4本       | 門前眞佐人   | 大阪タイガース             | 1937年6月13日             |
| 1試合最多二塁打     | 4本       | 藤井勇       | 大洋ホエールズ             | 1951年8月5日              |
| 1試合最多二塁打     | 4本       | 基満男       | 大洋ホエールズ             | 1979年5月9日              |
| 1試合最多二塁打     | 4本       | 渡辺進       | ヤクルトスワローズ         | 1981年9月24日             |
| 1試合最多二塁打     | 4本       | 高沢秀昭     | ロッテオリオンズ           | 1984年5月30日             |
| 1試合最多二塁打     | 4本       | 大野久       | 福岡ダイエーホークス       | 1992年7月5日              |
| 1試合最多二塁打     | 4本       | イチロー     | オリックス・ブルーウェーブ | 1994年9月11日             |
| 1試合最多二塁打     | 4本       | 柴原洋       | 福岡ダイエーホークス       | 2001年4月29日             |
| 1試合最多二塁打     | 4本       | 井口資仁     | 福岡ダイエーホークス       | 2003年7月26日             |
| 1試合最多二塁打     | 4本       | 糸井嘉男     | 北海道日本ハムファイターズ | 2010年6月15日             |
| 1試合最多二塁打     | 4本       | 岩村明憲     | 東京ヤクルトスワローズ     | 2014年6月14日             |
| 1試合最多二塁打     | 4本       | 雄平         | 東京ヤクルトスワローズ     | 2017年5月7日              |
| 1試合最多二塁打     | 4本       | 近藤健介     | 北海道日本ハムファイターズ | 2020年10月15日            |
| 1イニング最多二塁打 | 2本       | 記録多数     | 記録多数                   | 記録多数                  |
| 最年長二塁打        | 46歳8か月 | 浜崎真二     | 阪急ブレーブス             | 1948年8月17日             |

#### チーム
| 記録                | 記録  | チーム                       | 記録年月日     |
| ------------------- | ----- | ---------------------------- | -------------- |
| 連続打者二塁打      | 5打者 | 広島東洋カープ               | 1986年6月3日   |
| 1試合最多二塁打     | 11本  | 読売ジャイアンツ             | 1948年10月16日 |
| 1試合最多二塁打     | 11本  | 東北楽天ゴールデンイーグルス | 2013年8月4日   |
| 1イニング最多二塁打 | 7本   | 東北楽天ゴールデンイーグルス | 2013年8月4日   |

## メジャーリーグベースボール

### 個人通算記録
| 順位 | 選手名                   | 二塁打 |
| ---- | ------------------------ | ------ |
| 1    | トリス・スピーカー       | 792    |
| 2    | ピート・ローズ           | 746    |
| 3    | スタン・ミュージアル     | 725    |
| 4    | タイ・カッブ             | 724    |
| 5    | アルバート・プホルス     | 686    |
| 6    | クレイグ・ビジオ         | 668    |
| 7    | ジョージ・ブレット       | 665    |
| 8    | ナップ・ラジョイ         | 657    |
| 9    | カール・ヤストレムスキー | 646    |
| 10   | ホーナス・ワグナー       | 640    |

| 順位 | 選手名                   | 二塁打 |
| ---- | ------------------------ | ------ |
| 11   | エイドリアン・ベルトレ   | 636    |
| 12   | デビッド・オルティス     | 632    |
| 13   | ミゲル・カブレラ         | 627    |
| 14   | ハンク・アーロン         | 624    |
| 15   | ポール・モリター         | 605    |
| 15   | ポール・ウェイナー       | 605    |
| 17   | カル・リプケン・ジュニア | 603    |
| 18   | バリー・ボンズ           | 601    |
| 19   | ルイス・ゴンザレス       | 596    |
| 20   | トッド・ヘルトン         | 592    |

- 記録は2024年シーズン終了時点[6]

### 個人シーズン記録
| 順位 | 選手名                     | 所属球団                       | 二塁打 | 記録年 | 備考                 |
| ---- | -------------------------- | ------------------------------ | ------ | ------ | -------------------- |
| 1    | アール・ウェッブ           | ボストン・レッドソックス       | 67     | 1931年 | ア・リーグ記録       |
| 2    | ジョージ・バーンズ         | クリーブランド・インディアンス | 64     | 1926年 | 右打者記録           |
| 2    | ジョー・メドウィック       | セントルイス・カージナルス     | 64     | 1936年 | ナ・リーグ記録       |
| 4    | ハンク・グリーンバーグ     | デトロイト・タイガース         | 63     | 1934年 |                      |
| 5    | ポール・ウェイナー         | ピッツバーグ・パイレーツ       | 62     | 1932年 | ナ・リーグ左打者記録 |
| 6    | チャーリー・ゲーリンジャー | デトロイト・タイガース         | 60     | 1936年 |                      |
| 7    | トリス・スピーカー         | クリーブランド・インディアンス | 59     | 1923年 |                      |
| 7    | チャック・クライン         | フィラデルフィア・フィリーズ   | 59     | 1930年 |                      |
| 7    | トッド・ヘルトン           | コロラド・ロッキーズ           | 59     | 2000年 |                      |
| 7    | フレディ・フリーマン       | ロサンゼルス・ドジャース       | 59     | 2023年 |                      |

- 両打者記録はブライアン・ロバーツ（2009年、ボルチモア・オリオールズ）とホセ・ラミレス（2017年、クリーブランド・インディアンス）の56二塁打
- 記録は2024年シーズン終了時点[7]